# Krompach
Krompach (německy Krombach či dříve Krummbach) je obec v okrese Česká Lípa v Libereckém kraji. Leží na hranicích s Německem, v samém centru Lužických hor. Žije zde 178 obyvatel.

## Historie

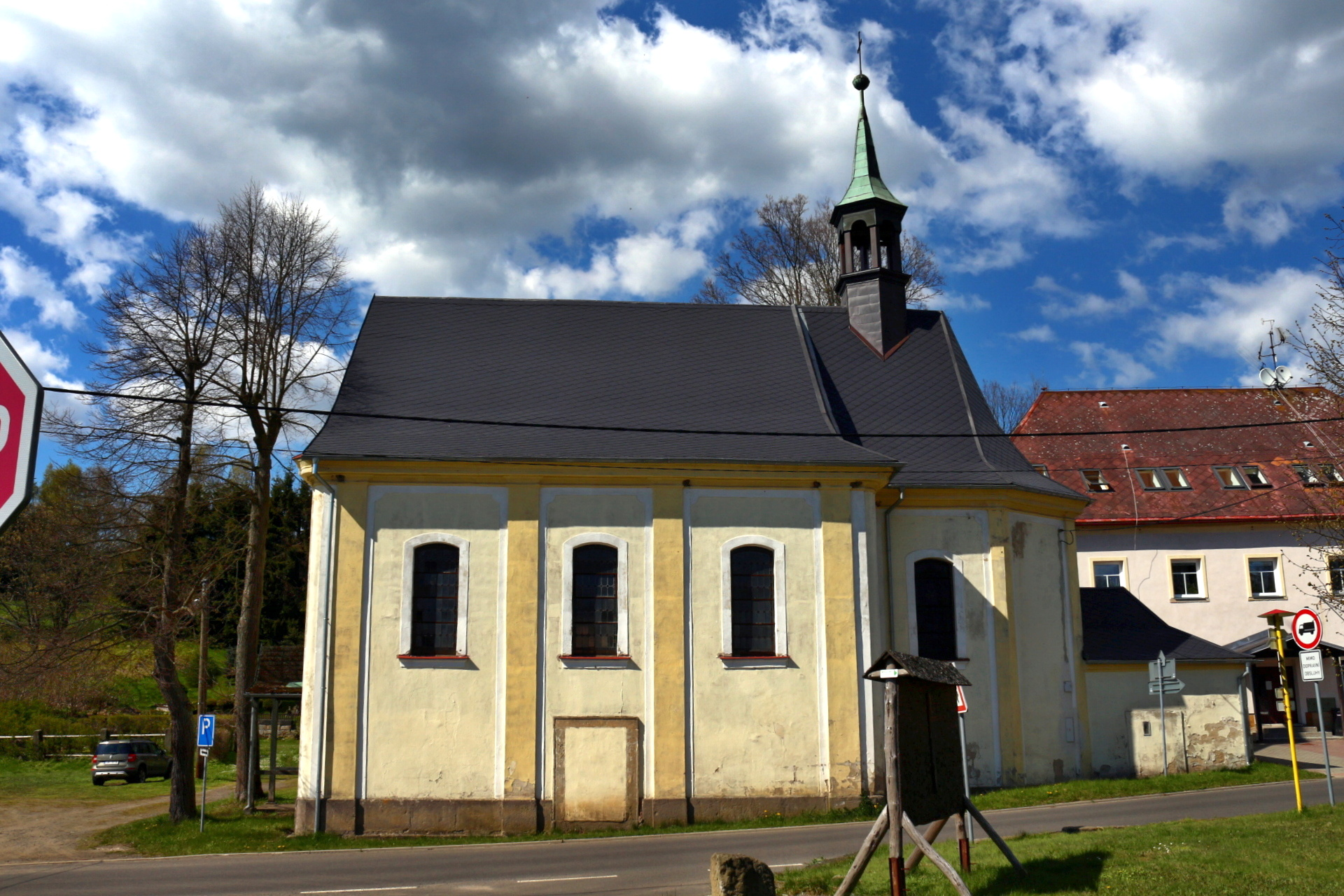
Barokní kostel Čtrnácti svatých pomocníků

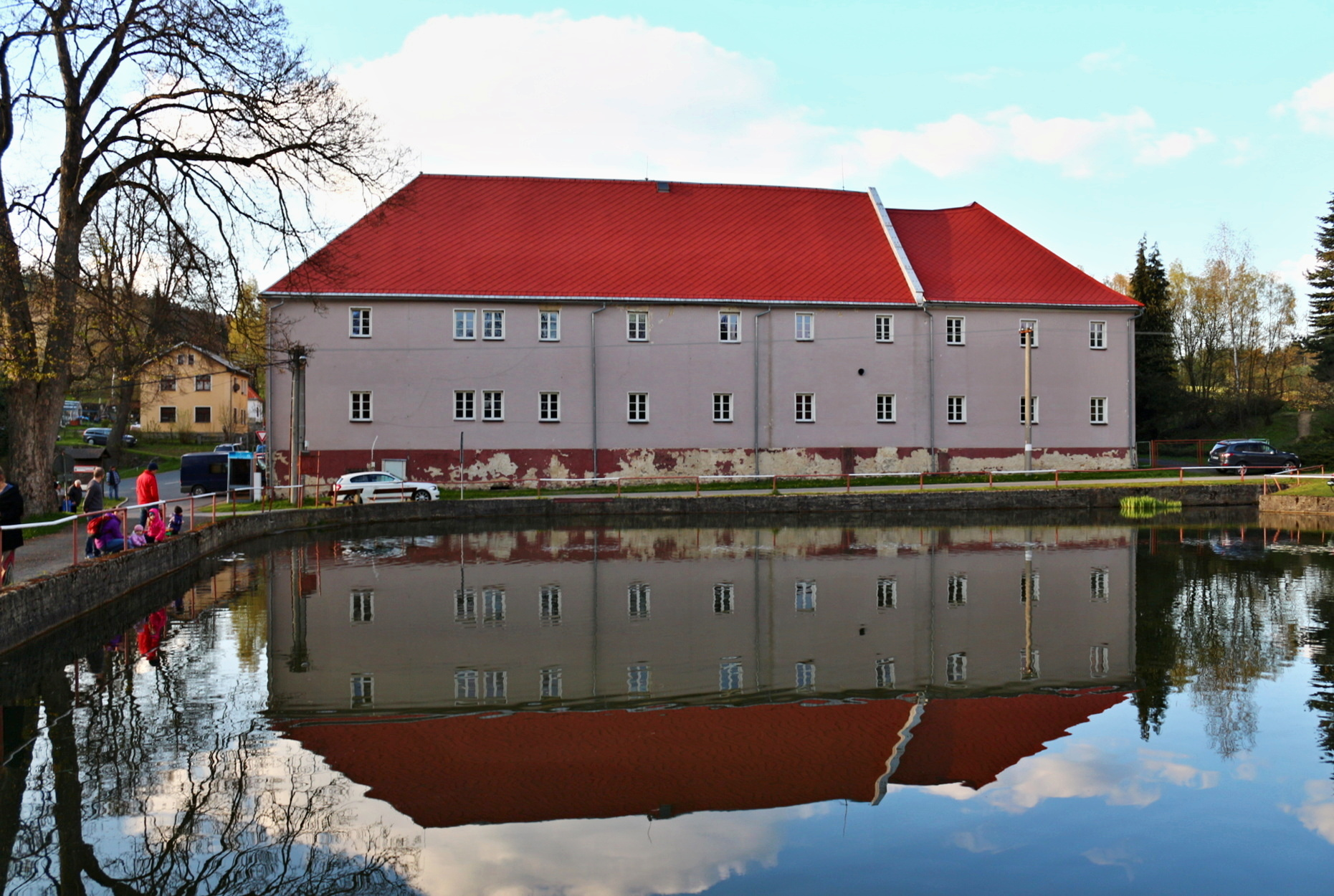
Někdejší zámek Krompach, dnes škola

První písemná zmínka o obci pochází z roku 1391 jako ves patřící k hradu Milštejnu. Vlastníky zdejšího okolí byli od 13. století Berkové z Dubé. Obec vznikla na kdysi frekventované obchodní stezce spojující Čechy s Horní Lužicí. Byla spojována s nejstaršími mlýny na Krompašském potoce. Před rokem 1549 byla známa jako sklářská obec, protože zde existovala až do konce 17. století schürerovská pec. Později se rozvinulo také tkalcovství.
Od 19. století je známa jako rekreační obec. Na zdejším zámku existoval zámecký pivovar s dýmajícím komínem.

### 20. století
Původně německá ves byla po druhé světové válce z větší části vysídlena.
V říjnu 1948 byl v Krompachu vedle Lípy svobody a Restaurace u zámku postaven za pomoci členů Finanční stráže pomník prvního československého prezidenta T. G. Masaryka, zřejmě poslední Masarykův pomník po převratu 1948 na území severních Čech.[zdroj?] Autorem a dárcem díla byl profesor Josef Fojtík z Prahy, který měl dům v Juliovce patřící ke Krompachu a obci často pomáhal. K převzetí záštity nad stavbou a slavnostním odhalením se podařilo získat jak MV KSČ, tak ONV Česká Lípa. Akce se zúčastnili předseda ONV Josef Korda, předseda MNV František Šulc, předseda Místní osvětové besedy v Krompachu učitel Oldřich Pohl a mnozí další hosté. Hudební doprovod obstarala dechová hudba Finanční stráže Praha. Časem začal být pomník viděn jako „ideologicky nevhodný“ a posléze byl odstraněn.

## Současnost
21. prosince 2011 byla po dlouhých jednáních slavnostně otevřena silnice pro osobní automobily s hraničním přechodem mezi Krompachem na české a Jonsdorfem na německé straně. Důvodem odkladů otevření přechodu byl havarijní stav komunikace na české straně. Na vozovce dokonce ležely balvany bránící provozu. Poté se vyskytly problémy s dopravním značením na německé straně. Problémy se však podařilo vyřešit a silnici zprovoznit.
V září 2012 byla zrušena místní pošta.
Při Cyrilometodějských slavnostech počátkem léta 2013 byl veřejnosti představen starostou Františkem Audesem nový znak obce. Autorem návrhu byla osmnáctiletá Kateřina Prášková.

## Obyvatelstvo
| Rok            | 1869  | 1880  | 1890  | 1900  | 1910  | 1921  | 1930  | 1950 | 1961 | 1970 | 1980 | 1991 | 2001 | 2011 | 2021 |
| -------------- | ----- | ----- | ----- | ----- | ----- | ----- | ----- | ---- | ---- | ---- | ---- | ---- | ---- | ---- | ---- |
| Počet obyvatel | 1 960 | 1 778 | 1 682 | 1 564 | 1 490 | 1 255 | 1 265 | 428  | 207  | 158  | 160  | 121  | 139  | 170  | 202  |
| Počet domů     | 334   | 334   | 338   | 336   | 337   | 331   | 331   | 268  | 63   | 56   | 55   | 157  | 203  | 206  | 232  |

## Obecní správa
Mezi lety 1869 a 1930 Krompach byl obcí v okrese Německé Jablonné (v letech 1869–1890 Jablonné), poté v okrese Nový Bor (od roku 1950) a nejpozději od roku 1961 v okrese Česká Lípa. Od 1. ledna 1981 do 30. srpna 1990 patřil jako část obce k Mařenicím a od 31. srpna 1990 je opět samostatnou obcí.

### Části obce
- Krompach
- Juliovka
- Valy

### Obecní symboly
Znak a vlajka byly obci uděleny rozhodnutím předsedkyně Poslanecké sněmovny Parlamentu České republiky dne 14. června 2013.

## Pamětihodnosti

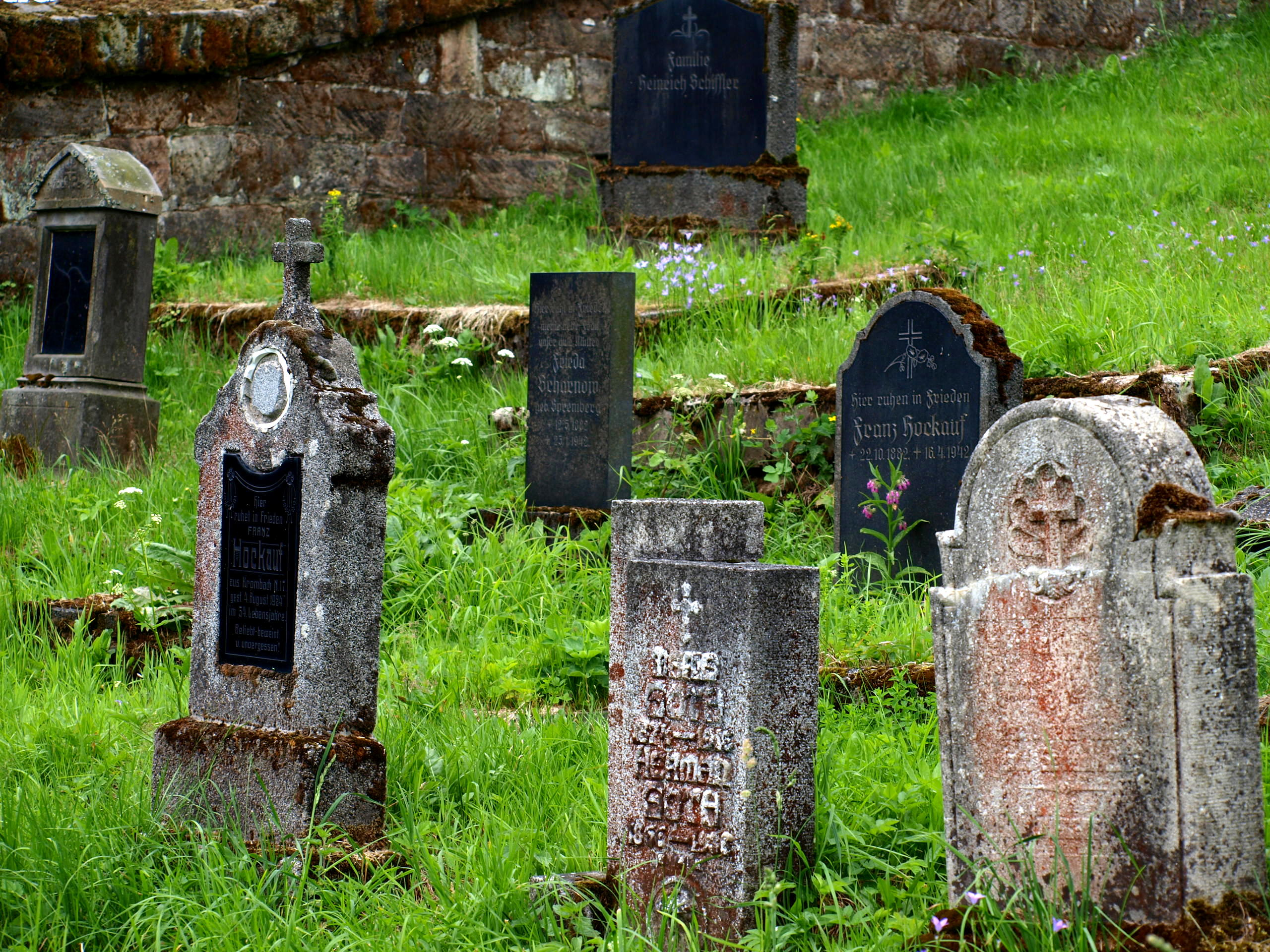
Starý německý hřbitov

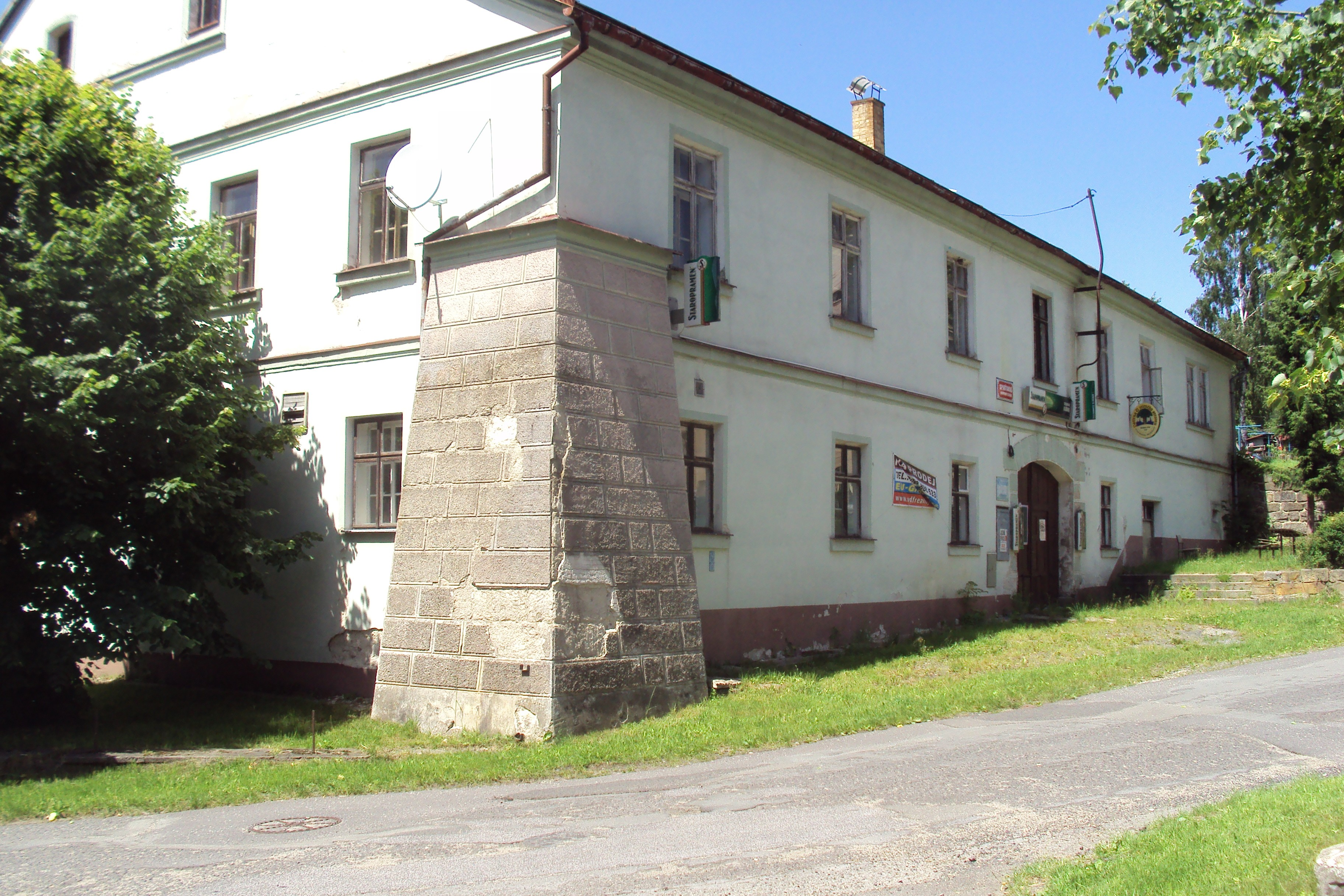
Bývalý hostinec u návsi před požárem

- Ve středu obce stojí barokní kostel Čtrnácti svatých pomocníků z roku 1782.
- Na místě dnešního hostince stávalo dříve panské sídlo, ze kterého se zachovaly dvě opěrné zdi. Komplex někdejších panských budov krompašského zámku sloužil ke správě této části rozsáhlého zákupského panství. V jedné z nich je dnes škola a dětský domov.[13] Zmiňovaný hostinec podlehl v listopadu 2012 úmyslně založenému požáru.[14]
- Mezi zajímavé památky patří starý německý hřbitov na jižní straně obce, v těsné blízkosti jejího středu s kostelem.

## Dětský domov
Instituce byla založena roku 1965 jako Zvláštní škola internátní. Nyní se nazývá Dětský domov, Základní a mateřská škola, adresa je Krompach 47. Spolupracují i s občanským sdružením Letní dům a každoročně před Vánocemi pořádají Andělské slavnosti. Také 14. ročník Andělských slavností bude pořádán v prosinci 2013 jak v prostorách školy (bývalého zámku), tak v kostele Čtrnácti svatých pomocníků.

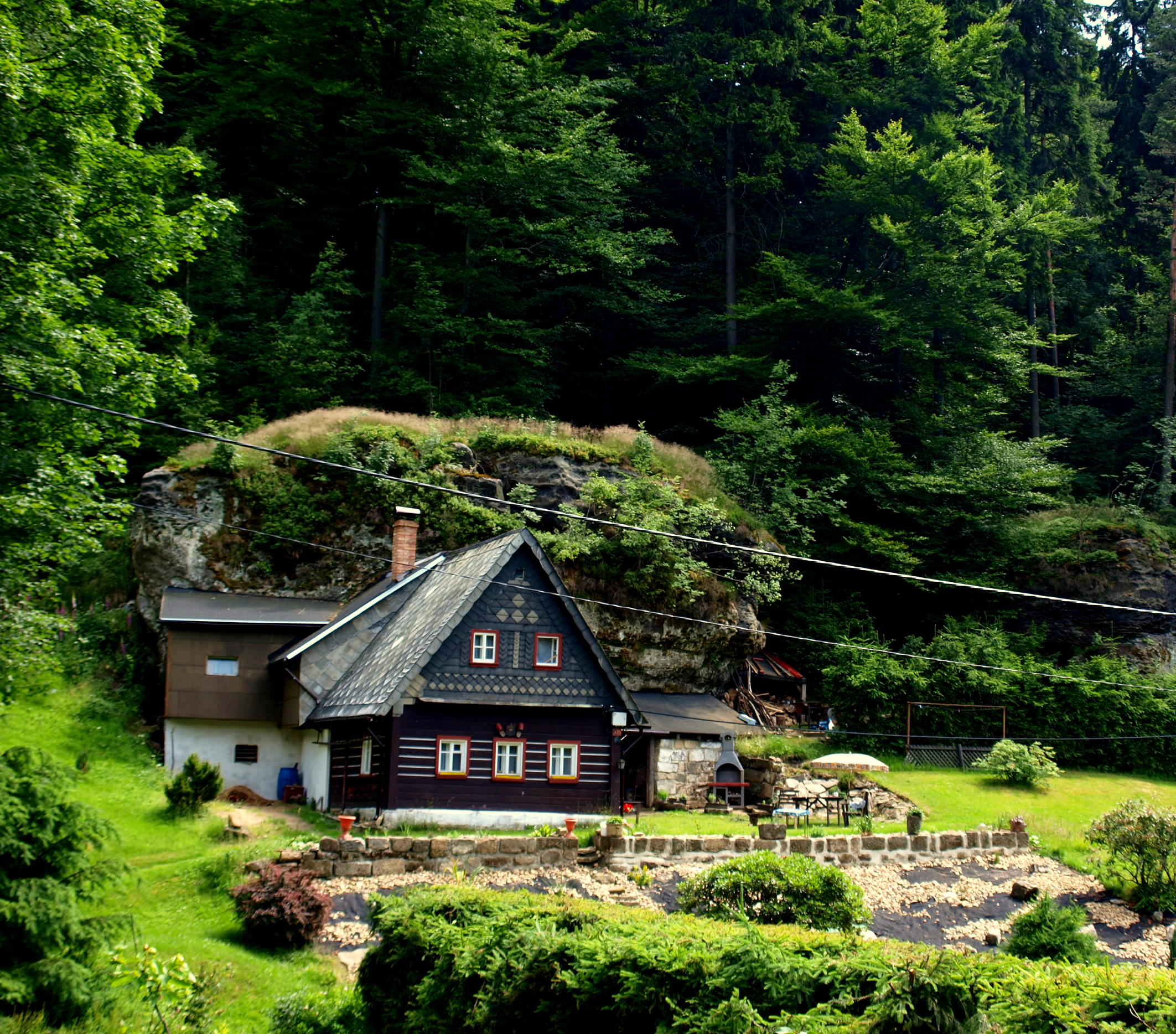
Německá lidová architektura v Krompachu

## Zajímavé okolí
Obci vévodí dominantní dvojvrcholová hora Hvozd s výškou 750 metrů, rozhlednou a chatou na vrcholu. Vrchol Hvozdu je v sousedním libereckém okrese, na katastru obce Heřmanice v Podještědí. Na katastru Krompachu jsou jiné vysoké hory a kopce – dvojvrchol Plešivce (658 m), Jánské kameny (604 m), Kulich (559 m), hraniční Háječek (524 m) či na jihu Malý Ovčí vrch (492 m).
Významnou atrakcí jsou tři prastaré tisy, jejichž stáří se odhadovalo na více než 1000 let a které byly považovány za nejstarší stromy v Čechách. Podle analýzy z roku 1967 byl nejstarší z červených tisů (chráněn od května 1954) vysazen kolem roku 1580, v roce 2014 je mu tedy přibližně 434 let. Druhé dva tisy jsou mladší a na seznam chráněných stromů byly zapsány 12. ledna 1989.
V severní části obce Valy vybudovali v roce 1788 Chorvati rakouského vojska zákopy a valy proti Prusům, kterých v roce 1813 použili Francouzi ke vpádu do Čech. Přímo u hranic náleží Krompachu lokalita již zmíněných Jánských kamenů, podle nichž se jmenuje tamní naučná stezka, hraniční přechod i jedno občanské sdružení.